# 法蘭克·德雷克
弗兰克·唐纳德·德雷克（英語：Frank Donald Drake，1930年5月28日—2022年9月2日），美國天文學家與天體物理學家，以創立搜尋地外文明計劃與發明德雷克方程式及阿雷西博信息而聞名於世。

## 生平

### 早期
法蘭克·德雷克出生在美國芝加哥，早年對於電子學及化學有著濃厚的興趣。他在8歲時便認為其他行星有可能存在生物，雖然基於個人宗教信仰，他並未告知過父母關於他的想法。
德雷克後來在康乃爾大學就讀，並在1951年時因奧托·斯特魯維的演講而強化他對於外星生命議題的興趣。在大学畢業後，德雷克曾在重巡洋艦奧爾巴尼號上短暫的擔任過電訊軍官。後來他則繼續在哈佛大學學習無線電天文學。

### 天文學

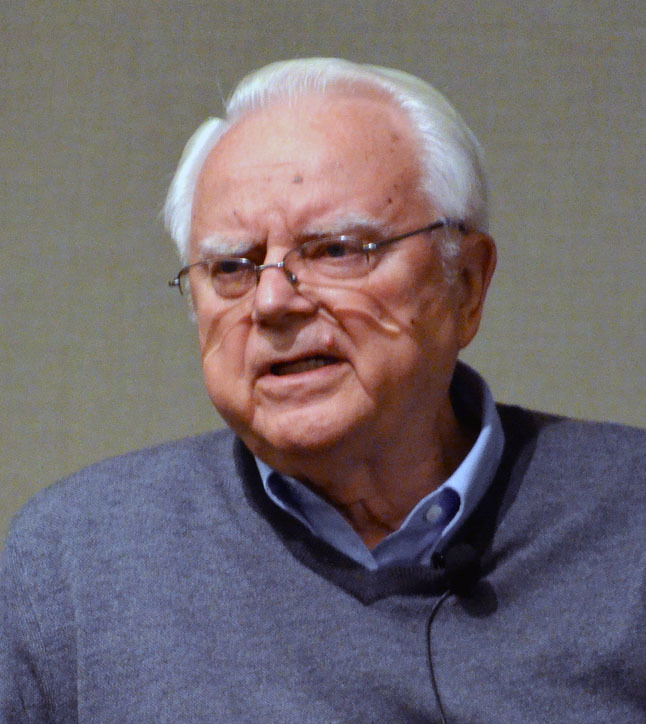
攝於2012年。

德雷克從位在西維吉尼亞州綠岸的美國國家無線電天文台開始他的無線電天文學生涯，後來則加入了噴氣推進實驗室。
德雷克後來在1960年首次使用無線電來搜尋外星生命，這次計畫被稱為奧茲瑪計畫。雖然在經過幾年的努力後，並未發現任何可能是由外星生命所發射出來的訊息。儘管如此，德雷克仍然認為與外星生命「接觸」在不遠的未來是無可避免的，而且是以無線電或光學訊號來傳遞。
1961年，他在西維吉尼亞州召開了首次搜尋地外文明計劃的會議。在這次小型會議中，德雷克提出著名的德雷克方程式。德雷克方程式是用來計算可能與地球接觸的高智慧文明數量（N），並指出尋找外星生命所缺乏的資訊。根據不同的變數，M的值介於1與1,000,000之間。
德雷克在1960年代擔任阿雷西博天文台擴建計畫的發起人，後來他在1974年創造著名的阿雷西博信息。法蘭克·德雷克與卡爾·薩根博士在1972年共同設計了先驅者鍍金鋁板，這也是人類首次將物理訊息送入外太空。先鋒號鍍金鋁板是讓外星生物可以理解我們的媒介。德雷克後來也負責監督航海家金唱片的製作，並在1974年成為美國藝術與科學院的成員。
法蘭克·德雷克是美國國家科學院的成員、聖塔克魯茲加利福尼亞大學的名譽教授，也擔任過太平洋天文學會的會長。

## 外部連結
- "The Drake Equation" （页面存档备份，存于）—Astronomy Cast transcript (html), Fraser Cain and Southern Illinois University Edwardsville professor, Dr. Pamela Gay, Monday 12 February 2007. (Full pdf transcript （页面存档备份，存于）.) (Full mp3 Audio.)